# 슈테판 3세

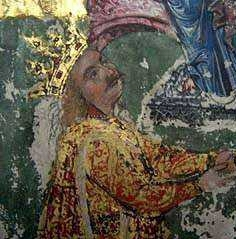
슈테판 3세

슈테판 3세(루마니아어: Ștefan III, 1433년 또는 1440년 ~ 1504년 7월 2일)는 몰다비아의 공작(재위: 1457년 ~ 1504년)이자 루마니아의 동방 정교회 성인이다. 슈테판 대공(루마니아어: Ștefan cel Mare 슈테판 첼 마레[*])이라는 별칭으로 부르기도 한다.
1433년에 보그단 2세(Bogdan II) 공작의 아들로 태어났지만 1451년 10월에 보그단 2세 공작이 살해당하면서 헝가리로 망명했다. 1457년에 페트루 3세 아론(Petru III Aron) 공작이 폴란드로 망명하면서 몰다비아로 귀환했고 같은 해에 몰다비아의 공작으로 즉위했다. 몰다비아의 공작에 즉위한 이후에는 트란실바니아의 후녀디 야노시, 왈라키아의 블라드 체페슈와 함께 오스만 제국에 대항해 나갔다.
1475년 1월 10일에 일어난 바슬루이 전투에서 몰다비아-폴란드-헝가리 연합군이 오스만 제국 군대에 승리하면서 교황 식스토 4세로부터 "기독교 신앙의 수호자"라는 칭호를 받았다. 또한 몰다비아에 세워진 여러 교회당과 수도원을 봉헌했다. 1504년 7월 2일에 수체아바에서 사망했으며 그의 시신은 푸트나(Putna) 수도원에 안치되었다.
1992년 7월 12일에는 루마니아 정교회로부터 성인으로 추대되었다. 몰도바의 레우 지폐에는 그의 초상화가 그려져 있다.